# الريدة (نجرة)

تعديل مصدري - تعديل

الريدة هي إحدى قرى عزلة الشرقى بمديرية نجرة التابعة لمحافظة حجة، بلغ تعداد سكانها 224 نسمة حسب تعداد اليمن لعام 2004.